# Camillo Valota
Don Camillo Valota (* 27. Oktober 1912 in Bormio; † 2. November 1998 ebenda) war ein italienischer Pfarrer und Widerstandskämpfer gegen den Nationalsozialismus. Er wurde zum Namensgeber für die literarische Figur Don Camillo aus Don Camillo und Peppone von Giovannino Guareschi.

## Leben
Don Camillo Valota wurde 1937 in Como zum Priester geweiht und war Pfarrer von Frontale di Sondalo in der Provinz Sondrio. Nach dem Waffenstillstand von Cassibile schloss er sich der 2. Brigade von Stelvio an. Er rettete einigen Juden das Leben, die von dieser Partisanengruppe über die Schweizer Grenze geführt wurden. Er geriet dadurch in das Visier der Faschisten der Italienischen Sozialrepublik. Am 29. April 1944 wurde er gefangen genommen und zunächst in das Gefängnis San Vittore in Mailand gebracht. Sein Leidensweg führte über die Durchgangslager Fossoli und Bozen am 7. August 1944 ins KZ Mauthausen. Eine Woche später folgte das KZ Gusen, bis er zuletzt am 29. November 1944 in das KZ Dachau gebracht wurde. In einem der zahlreichen Lager lernte er den Schriftsteller Giovannino Guareschi kennen, der Valotas Namen später in seiner Romanreihe Don Camillo und Peppone verwendete. Ob Guareschi auch Charakterzüge Valotas verarbeitete, ist umstritten. Als wichtigstes Vorbild für seinen Don Camillo gilt Don Alessandro Parenti.
Nach dem Krieg konnte Valota seine geistliche Tätigkeit fortsetzen. Er wurde Kaplan für italienische Immigranten in Frankreich. Ab 1948 arbeitete er in Lyon und später in Montceau-les-Mines. Dort kümmerte er sich vor allem um Arbeitsmigranten, die in den ostfranzösischen Kohleminen arbeiteten, wobei er aber nicht nur seelsorgerisch tätig war, sondern auch viele soziale Dienste, wie Wohnungssuche und Hilfestellung für die bürokratischen Hürden übernahm.
Mit 86 Jahren starb er 1998 in seinem Heimatort Bormio.